# Crotalaria pilosiflora
Crotalaria pilosiflora är en ärtväxtart som beskrevs av John Gilbert Baker. Crotalaria pilosiflora ingår i släktet sunnhampor, och familjen ärtväxter. Inga underarter finns listade i Catalogue of Life.